# ألكسندر شيمانوفسكي
ألكسندر شيمانوفسكي (بالبولندية: Alexander Szymanowski) (مواليد 13 أكتوبر 1988 - بوينس آيرس ، الأرجنتين) لاعب كرة قدم أرجنتيني ، يلعب في مراكز الجناح الأيسر والجناح الأيمن والجناح الهجومي الأيسر ، ويلعب حاليًا لنادي ليغانيس الإسباني.

## روابط خارجية
- ألكسندر شيمانوفسكي على موقع الاتحاد الأوربي (الإنجليزية)
- ألكسندر شيمانوفسكي على موقع قاعدة بيانات كرة القدم.إي يو (الإنجليزية)
- ألكسندر شيمانوفسكي على موقع ليكيب (الفرنسية)
- ألكسندر شيمانوفسكي على موقع Soccerbase.com (لاعب) (الإنجليزية)
- ألكسندر شيمانوفسكي على موقع Soccerway.com (الإنجليزية)
- ألكسندر شيمانوفسكي على موقع عالم كرة القدم.نت (الإنجليزية)
- ألكسندر شيمانوفسكي على موقع AS.com (الإسبانية)